# Раковский катехизис

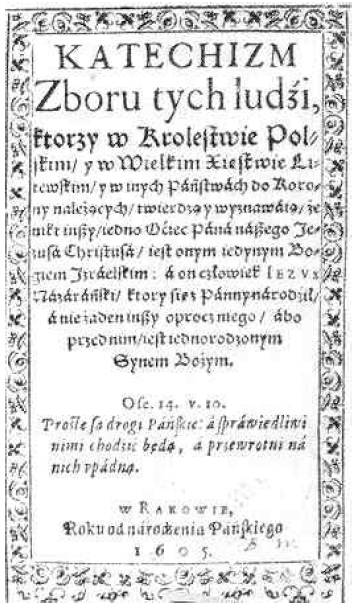
«Катехизис собора (церкви) людей, в Королевстве Польском и в Великом Княжестве Литовском, и в других землях Короны, утверждающих и признающих, что только Отец Господа нашего Иисуса Христа, есть единственным Богом Израильским, а человек Иисус из Назарета, рождённый Девой, и никто кроме него, или перед ним, есть единородным Сыном Божьим» содержит в себе отрицание божественности Иисуса Христа. Написан деятелем антитринатарского движения Фаустом Социном на польском языке, в самом начале XVII века

Рако́вский катехи́зис (от пол. Katechizm Rakowski) — вероучительная книга антитринитариев, написанная на польском языке и изданная в Польше в 1605 году в Ракове.
Основная работа по изложению основ вероучения была выполнена Фаустом Социном, но преждевременная смерть в 1603 году не позволила ему дождаться её опубликования. В 1604 году его последователи (Пётр Стоинский, Иероним Мошкоровский и Иоганн Фолькель) сумели систематизировать и объединить все труды Ф. Социна в одну книгу, и так как она была опубликована в Ракове, то стала известна миру как Раковский катехизис. В 1609 году вышел его латинский перевод, посвящённый английскому королю Якову I, правда, без всякого успеха, так как вскоре он был публично сожжён в Лондоне.
Полное его название — Katechizm Zboru tych ludźi, którzy w Królestwie Polskim / y w Wielkim Xięstwie Litewskim, y w innych Państwach do Korony należących / twierdzą i wyznawáią / że nikt inszy, iedno Oćiec Pana naszego Jezusa Christusa / iest onym iedynym Bogiem Izraelskim: á on człowiek J e z u s Nazareński / który się z Panny narodził/ á nie żaden inszy oprocz niego / ábo przed nim / iest jednorodzonym Synem Bożym («Катехизис собора (церкви) людей, в Королевстве Польском и в Великом Княжестве Литовском, и в других землях Короны, утверждающих и признающих, что только Отец Господа нашего Иисуса Христа, есть единственным Богом Израильским, а человек Иисус из Назарета, рождённый Девой, и никто кроме него, или перед ним, есть единородным Сыном Божьим») содержит в себе отрицание божественности Иисуса Христа.
Первоначально Раковский катехизис содержал шесть основных частей:
1. О Священном Писании.
2. О пути спасения.
3. Знания о Боге.
4. Знания об Иисусе Христе.
5. О пророческом служении Иисуса Христа.
6. О соборе[2].